# Castello Cattaneo
Il Castello Cattaneo, noto anche come Villa Cattaneo, è una storica residenza di Paradiso presso Lugano nel Canton Ticino in Svizzera.

## Storia
La villa venne eretta tra il 1908 e il 1911 secondo il progetto dell'architetto fiorentino Gino Coppedè per volere dell'armatore Emilio Cattaneo, ticinese ma vissuto a lungo a Genova. La figlia Carlotta Cattaneo sposata Dionisotti fu madre del filologo, storico e critico letterario Carlo Dionisotti.
Nel 2010 la proprietà è stata venduta a un facoltoso danese per la cifra di 20 milioni di franchi.
L'edificio è iscritto nell'inventario svizzero dei beni culturali d'importanza regionale.

## Descrizione
La villa sorge in posizione panoramica sulle pendici del monte San Salvatore.
L'edificio ripropone le fattezze di un vero e proprio castello secondo il modello già collaudato dal Coppedè con il Castello Mackenzie e il Castello Türcke in Genova e con la Villa Rolandi-Ricci a Lido di Camaiore in Versilia. Presenta uno stile medievaleggiante di derivazione fiorentina e rappresenta uno dei più significativi castelli storicistici della Svizzera. Le sue facciate sono caratterizzate da un'accesa policromia dovuta all'impiego di materiali diversi quali mattoni e pietra naturale.